# Лонг Уей Раунд
Лонг Уей Раунд (на английски: Long Way Round) е документален сериал, който разказва за пътешествието на Юън Макгрегър и Чарли Бурман между Лондон и Ню Йорк през Европа, Азия и Северна Америка.

## Описание
От 14 април до 29 юли 2004 Макгрегър, Бурман, операторът Клаудио Ван Планта и другите от екипа пътуват от Лондон до Ню Йорк, преминавайки през Западна и Централна Европа, Украйна, Русия, Казахстан, Монголия, Сибир и Канада, изминавайки 30 396 км (18 887 мили). Единствените части от пътуването, които не са пропътувани с мотор, са 930 км с влак, който заобикаля Дупката на Зилов – малка част в края на пътуването им през Русия, която пропътуват с камион и полет от 4031 км между Магадан в източна Русия и Анкоридж, Аляска.
Екипът се среща с много заблатени реки и сериозен недостатък на мостове, докато прекосява Колимската магистрала до Магадан. Пътешествениците трябва да прекосят някои много дълбоки реки със своите мотори БМВ. След като лятото свършва, увеличаването на валежите през сибирската зима кара екипът да пътува с камион и да натовари мотоциклетите на него.
Екипът посещава 12 страни, започвайки от Великобритания и минавайки през: Франция, Белгия, Германия, Чехия, Словакия, Украйна, Русия, Казахстан, Монголия, Канада и САЩ, свършвайки в Ню Йорк. В началото на сериала се твърди, че ще бъдат посетени 13 страни и картата в книгата твърди, че те трябвало да влезнат в Киргизстан, докато пътуват между казахстанските градове Шимкент и Алмати. Но вероятно това не е планувано наистина и не е показано ярко в книгата и сериала, така че се смята, че твърдението за 13-те страни се дължи на грешка, като например двойното преброяване на Русия като държава, тъй като екипът на два пъти влиза в тази страна, или броенето на Сибир или Аляска като отделни държави.
В по-голямата част от Европа, Северна Америка и населените части на Русия, екипът отсяда в хотели, но в голяма част от пътуването през Азия те нямат друга възможност, освен да нощуват в лагер. По време на пътуването те виждат много забележителности, като например Седлецката костница в Чехия, Маската на скръбта над Магадан, Русия, Маунт Ръшмор в САЩ. Те пристигат в Ню Йорк в срок и са последвани из града от колона от мотоциклетисти, включващи бащата на Юън, Джим и екипът на Ориндж Каунти Чопърс.

## Допълнителен екип
Освен Бурман, Макгрегър и оператора Ван Планта, към екипа се включват продуцентите Дейвид Алексейниън и Ръс Молкин, както и операторът Джим Саймак. В част от пътуването през Русия и Азия, към екипа влизат и охранителят Сергей и доктор Василий. Допълнителният екип пътува в два офроуд джипа Мицубиши – червен L200 Animal 4x4 и черен Shogun Warrior DI-D, които обикновено следват мотористите и заобикалят по други пътища, като се срещат по границите.
Преди да напуснат Лондон, Макгрегър и Бурман изучават редица дисциплини. Процедурите, когато са пленени или са в опасни среди (например в горещи точки на света или на нелегални места), научават от бившия майор от SAS Джейми Лутър-Пинкъртън. Шофирането офроуд, руския език и моторната подготовка също са важни за успеха на пътуването. Също така получават практически съвети от експерти и служители в посолствата в различните страни, които те посещават. По време на курсовете за първа помощ, Макгрегър решава да вземат лекар за частите от пътуването, в които те ще са на стотици километри от всякаква медицинска помощ.
Малка група от помощници, наречени „Ангелите на Юън и Чарли“, също помага по пътя. Майката на Клаудио Ван Планта му донася нов паспорт от Швейцария, след като настоящият му свършва. Също така той открива, че швейцарското му свидетелство за каране на мотор не е валидно в някои от страните, които екипът иска да посети, и затова прави нов опит във Великобритания. Но първия път, дни преди планирания старт на пътешествието, той се проваля. За да успее да се включи към екипа, след като е минал втория път, той лети до Прага.